# Unna
Unna este un oraș în districtul Unna, landul Nordrhein-Westfalen, Germania. 

## Personalități
- Paul Verhoeven, (regizor german)

1. ↑  Alle politisch selbständigen Gemeinden mit ausgewählten Merkmalen am 31.12.2018 (4. Quartal) (în germană), Statistisches Bundesamt[*], arhivat din original la 10 martie 2019, accesat în 10 martie 2019